# العلاقات الألمانية البلغارية
العلاقات الألمانية البلغارية هي العلاقات الثنائية التي تجمع بين ألمانيا وبلغاريا.

## مقارنة بين البلدين
هذه مقارنة عامة ومرجعية للدولتين:
| وجه المقارنة                                              | ألمانيا                                                                              | بلغاريا                                                                             |
| --------------------------------------------------------- | ------------------------------------------------------------------------------------ | ----------------------------------------------------------------------------------- |
| المساحة (كم2)                                             | 357.41 ألف                                                                           | 110.99 ألف                                                                          |
| عدد السكان (نسمة)                                         | 81.29 مليون                                                                          | 7.08 مليون                                                                          |
| الكثافة السكانية (ن./كم²)                                 | 227.44                                                                               | 63.79                                                                               |
| العاصمة                                                   | بون، برلين                                                                           | صوفيا                                                                               |
| اللغة الرسمية                                             | اللغة الألمانية                                                                      | اللغة البلغارية                                                                     |
| العملة                                                    | يورو، مارك ألماني                                                                    | ليف بلغاري                                                                          |
| الناتج المحلي الإجمالي (بليون دولار)                      | 3.68 تريليون                                                                         | 56.83 مليار                                                                         |
| الناتج المحلي الإجمالي (تعادل القوة الشرائية) بليون دولار | 3.92 تريليون                                                                         | 130.99 مليار                                                                        |
| الناتج المحلي الإجمالي الاسمي للفرد دولار أمريكي          | 41.31 ألف                                                                            | 8.03 ألف                                                                            |
| الناتج المحلي الإجمالي للفرد دولار أمريكي                 | 46.40 ألف                                                                            | 17.21 ألف                                                                           |
| مؤشر التنمية البشرية                                      | 0.926                                                                                | 0.782                                                                               |
| رمز المكالمات الدولي                                      | +49                                                                                  | +359                                                                                |
| رمز الإنترنت                                              | .de                                                                                  | .bg، .бг ‏                                                                           |
| المنطقة الزمنية                                           | توقيت وسط أوروبا، ت ع م+01:00، ت ع م+02:00، توقيت أوروبا الوسطى المعياري (ت غ م +1) ‏ | ت ع م+02:00، ت ع م+03:00، أوروبا/صوفيا ‏، توقيت شرق أوروبا، توقيت شرق أوروبا الصيفي ‏ |

## مدن متوأمة
في ما يلي قائمة باتفاقيات التوأمة بين مدن ألمانية وبلغارية:
- ترتبط برلين مع صوفيا باتفاقية توأمة منذ 13 أبريل 1994.[20][20][21][21]
- ترتبط كوبلنتس مع هاسكوفو باتفاقية توأمة منذ 1969.
- ترتبط Wittenberge [الإنجليزية]‏ مع رازغراد باتفاقية توأمة.
- ترتبط لايبزيغ مع بلوفديف باتفاقية توأمة منذ 2004.[22][23][24][25]
- ترتبط زول (مدينة ألمانية) مع بلدية سموليان [الإنجليزية]‏ باتفاقية توأمة منذ 1969.
- ترتبط درسدن مع سيليسترا باتفاقية توأمة منذ 1971.
- ترتبط فرانكفورت مع فراتسا باتفاقية توأمة منذ 1975.
- ترتبط روستوك مع فارنا باتفاقية توأمة منذ 1966.
- ترتبط ماغديبورغ مع برنيك باتفاقية توأمة منذ 1987.
- ترتبط كايسرسلاوترن مع بلفن باتفاقية توأمة منذ 1967.
- ترتبط غيرا مع سليفن باتفاقية توأمة منذ 3 أكتوبر 1988.[26][27][28][29]
- ترتبط كاسل مع مونتانا باتفاقية توأمة منذ 1958.[30]
- ترتبط كوتبوس مع تارغوفيشته باتفاقية توأمة منذ 1967.
- ترتبط هامبورغ مع فارنا باتفاقية توأمة منذ 1958.
- ترتبط أوه [الإنجليزية]‏ مع Panagyurishte [الإنجليزية]‏ باتفاقية توأمة.
- ترتبط اشمالكالدن مع مونتانا باتفاقية توأمة.
- ترتبط فريدريشسهاين-كرويتزبيرغ مع Oborishte, Sofia [الإنجليزية]‏ باتفاقية توأمة منذ 1990.[31][31][32][32]
- ترتبط باد كوتستينغ مع تريافنا باتفاقية توأمة.
- ترتبط ميتفايدا مع غابروفو باتفاقية توأمة منذ 16 مارس 2000.
- ترتبط إرفورت مع Lovech Municipality [الإنجليزية]‏ باتفاقية توأمة منذ 6 فبراير 2000.[33][34][35][36]

## منظمات دولية مشتركة
يشترك البلدان في عضوية مجموعة من المنظمات الدولية، منها:
| علم المنظمة | اسم المنظمة                               | تاريخ انضمام ألمانيا | تاريخ انضمام بلغاريا |
| ----------- | ----------------------------------------- | -------------------- | -------------------- |
|             | مؤسسة التمويل الدولية                     | 20 يوليو 1956        | 22 يوليو 1991        |
|             | يونسكو                                    | 11 يوليو 1951        | 17 مايو 1956         |
|             | مجموعة أستراليا                           | 1985                 | 2001                 |
|             | مركز تنسيق الحركة في أوروبا ‏              | ?                    | ?                    |
|             | مجموعة الموردين النوويين                  | ?                    | ?                    |
|             | نظام تحكم تكنولوجيا القذائف               | 1987                 | 2004                 |
|             | المركز الدولي لتسوية المنازعات الاستشارية | 18 مايو 1969         | 13 مايو 2001         |
|             | وكالة ضمان الاستثمار متعدد الأطراف        | 12 أبريل 1988        | 23 سبتمبر 1992       |
|             | منظمة حظر الأسلحة الكيميائية              | 29 أبريل 1997        | ?                    |
|             | الاتحاد الدولي للاتصالات                  | 1866                 | 18 سبتمبر 1880       |
|             | الأمم المتحدة                             | 18 سبتمبر 1973       | 14 ديسمبر 1955       |
|             | منظمة الشرطة الجنائية الدولية             | ?                    | ?                    |
|             | البنك الدولي للإنشاء والتعمير             | 14 أغسطس 1952        | 25 سبتمبر 1990       |
|             | منظمة الأمن والتعاون في أوروبا            | 25 يونيو 1973        | 25 يونيو 1973        |
|             | الاتحاد البريدي العالمي                   | 1 يوليو 1875         | ?                    |
|             | حلف شمال الأطلسي                          | 9 مايو 1955          | 29 مارس 2004         |
|             | منظمة التجارة العالمية                    | ?                    | 1 ديسمبر 1996        |
|             | الفريق المعني برصد الأرض                  | ?                    | ?                    |
|             | المنظمة الأوروبية لسلامة الملاحة الجوية   | 1960                 | 1997                 |
|             | مجلس أوروبا                               | 13 يوليو 1950        | 7 مايو 1992          |
|             | الاتحاد الأوروبي                          | 25 مارس 1957         | 2007                 |
|             | اتفاقية السماوات المفتوحة                 | ?                    | ?                    |

## أعلام
هذه قائمة لبعض الشخصيات التي تربطها علاقات بالبلدين:
- إيليا ترويانوف (كاتب ألماني، 23 أغسطس 1965[63][64][65] – )
- إيلينا بامبولوفا (لاعبة كرة مضرب بلغارية، 17 مايو 1972 – )
- بوريس الثالث ملك بلغاريا (30 يناير 1894[66] – 28 أغسطس 1943[66])
- سيميون الثاني ملك بلغاريا (سياسي بلغاري، 16 يونيو 1937 – )
- فرديناند الأول ملك بلغاريا (26 فبراير 1861 – 10 سبتمبر 1948)
- ماري لويز أميرة بلغاريا (13 يناير 1933 – )

## وصلات خارجية
- موقع وزارة الخارجية الألمانية
- موقع وزارة الخارجية البلغارية